# Apoštolský vikariát Benghází
Apoštolský vikariát Benghází je vikariát římskokatolické církve nacházející se v Libyi.

## Území
Vikariát zahrnuje město Benghází. Rozděluje se do 2 farností. K roku 2017 měl 500 věřících, 2 řeholní kněze a 2 řeholníky.

## Historie
Dne 3. února 1927 byl papežem Piem XI. přostřednictví breve Divinitus Nobis ustanoven apoštolský vikariát Kyrenaika který vznikl z části území apoštolského vikariátu Libye, který ve stejný den byl přejmenován na Tripolis. Prvním vikářem se stal Mons. Bernardino Vitale Bigi, OFM.
O dvanáct let 22. června 1939 později byl vikariát přejmenován na Benghází a z části jeho území byl vytvořen nový vikariát Derna.

## Seznam apoštolský vikářů
1. Bernardino Vitale Bigi, OFM (1927 – 1930)
2. Candido Domenico Moro, OFM (1931 – 1950)
3. Ernesto Aurelio Ghiglione, OFM (1951 – 1964)
4. Giustino Giulio Pastorino, OFM (1965 – 1997)
5. Sylvester Carmel Magro, OFM (1997 – 2016)
  - George Bugeja, OFM, apoštolský administrátor (2016 – 2019)
  - Sandro Overend Rigillo, OFM, apoštolský administrátor (2019 – 2023)[2]
6. Sandro Overend Rigillo, OFM ( od 16. července 2023 – současnost)[1][3]